# 岩渕村伊右衛門
岩渕村 伊右衛門（いわぶちむら いえもん）とは、江戸時代に礪波郡五箇山利賀谷の岩渕集落（現南砺市利賀村岩淵）に居住していた百姓。苗字は野原。
五箇山地域において屈指の豪農として知られており、江戸時代を通じて8代にわたり「岩淵村伊右衛門」の名は襲名されていた。本稿では歴代の「岩淵村伊右衛門」全員について解説する。

## 概要

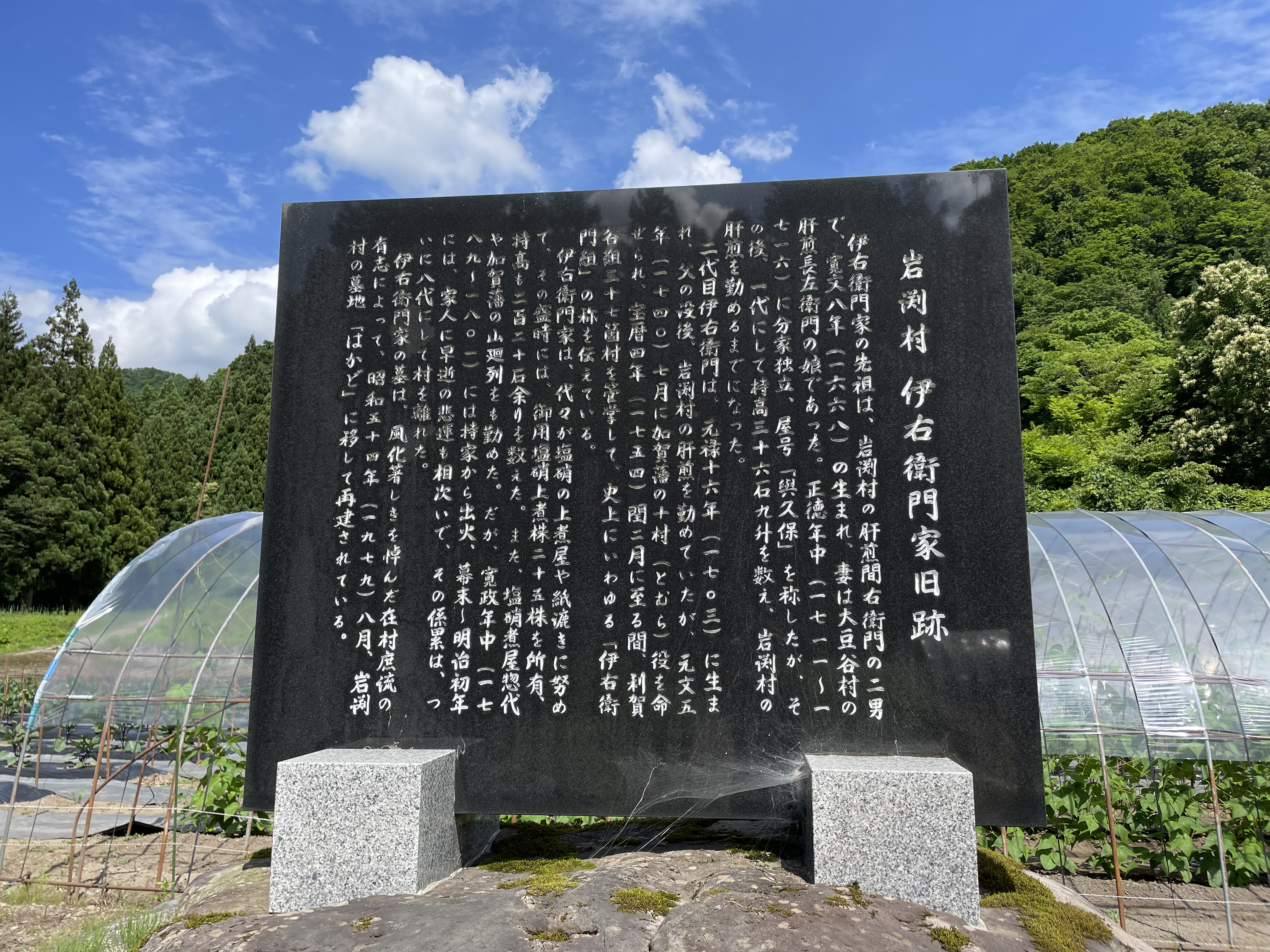
岩淵村の伊右衛門家旧跡。

### 初代伊右衛門（1668年- 1735年）
初代伊右衛門は岩渕村間右衛門の子で、当初は栃原名兵衛を名乗っていたが、正徳年間に高を得て百姓になったと伝えられる。初代伊右衛門は一代にして財をなし、享保20年（1735年）に病没するまでに36石9升の特高を有して岩渕村の肝煎を勤めるに至った。
分家して一代にして成功を収めたことから、山中で薪を積もうと杭を打っていた時、偶然黄金を掘り当てて長者になったとの伝説がある。妻には南大豆谷村で代々肝煎や道楊坊を勤めた長左衛門の娘わくを迎えており、長左衛門の後ろ盾も伊右衛門の成功に寄与したとみられる。

### 2代目伊右衛門（1703年-1772年）

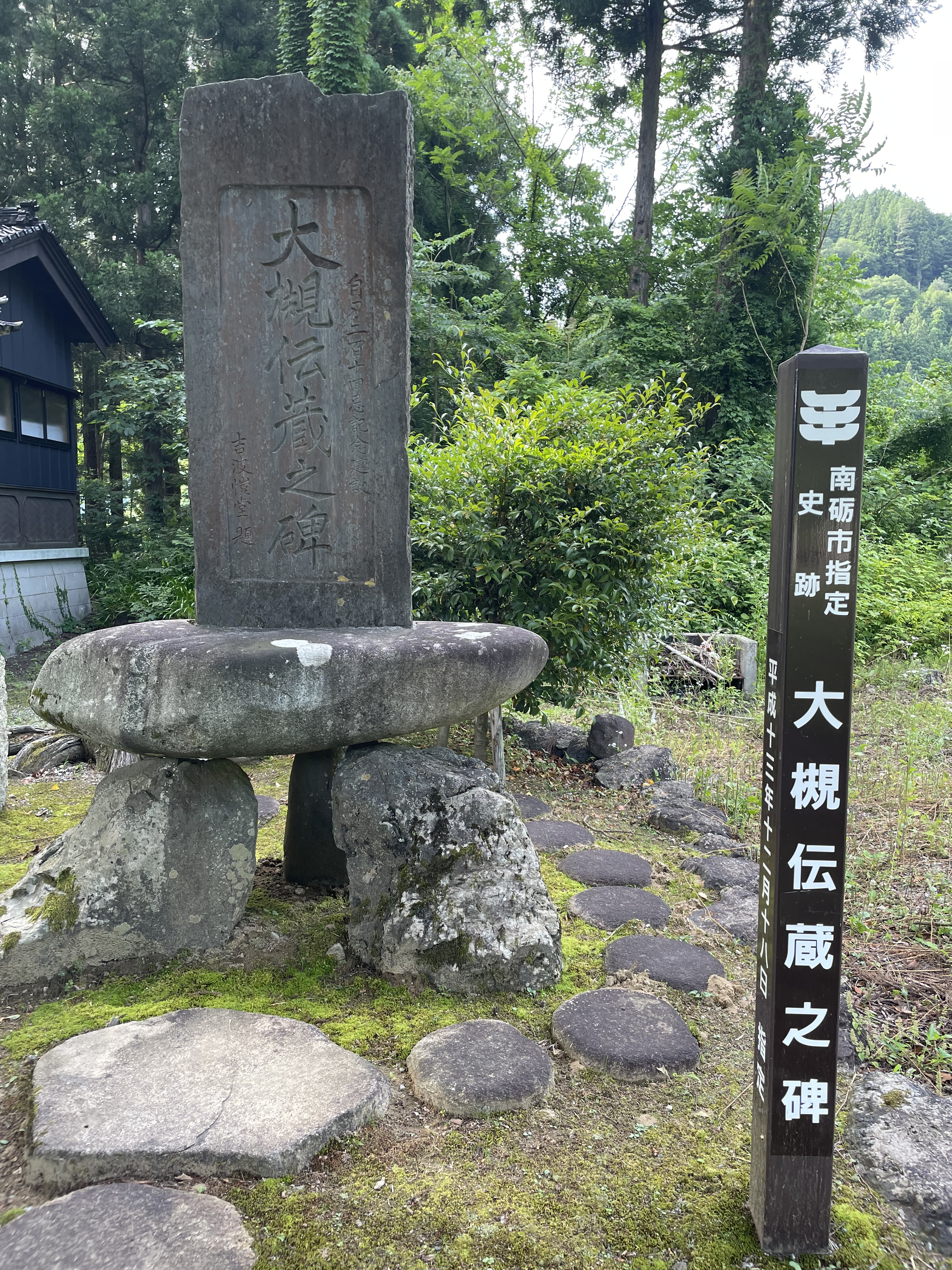
南砺市祖山の大槻伝蔵之碑（市指定文化財）

初代伊右衛門の息子で初名は伊兵衛であったが、享保20年に父の死を受けて2代目伊右衛門を称した 。元文2年（1737年）には、岩渕村に26石5斗7升8台、下百瀬川村に1石6斗4升、上百瀬川村に1斗4升6合、上畠村に355升5合の高があり、当時の利賀谷組において屈指の高持ちであった。
また、元文5年（1740年）から父同様に肝煎職を務めたが、さらに同年7月3日より3代目祖山村太郎助の後任として利賀谷組の十村役も命じられるに至った。この2年前には、御扶持人十村の戸出村又右衛門らが、十村役の候補として北嶋村肝煎甚三郎父子・下利賀村肝煎長七父子・南大豆谷村長左衛門父子・岩渕村肝煎伊右衛門の7人を選定したとの記録があり、年齢などを勘案して2代目伊右衛門が最終的に選ばれたようである。延享4年（1747年）には、御用塩硝96貫目（8株分）を生産したとの記録があるが、これは当時16人いた上煮屋のなかで第6位に位置する。
寛延元年（1748年）、利賀谷組に属する祖山村（旧平村）に流刑されていた大槻伝蔵が牢内で自害するという事件が起こり、牢の鍵を預かる2代目伊右衛門も監督責任を追及された。この結果十村役は解任されてしまったが、引き続き塩硝の上意や紙漉きなどで経済的には成功を収めている 。
なお、岩渕村伊右衛門の後任は赤尾谷組の十村役であった下梨村宅左衛門が臨時で務めたが、宅左衛門の死後は五箇山の外部から十村が選ばれる形式に移行した。

### 3代目伊右衛門（生年不詳-1793年）
2代目伊右衛門の子。天明4年（1784年）の塩硝製法に関しての藩から問い合わせに対し、筆頭者として署名していることから、当時上煮屋の代表者的立場にあったようである。また、天明5年2月の「五ヶ山両組紙屋名前しらべ帳」でも、上畠村孫兵衛・北嶋村甚三郎らとともに利賀谷の紙すきやとして紹介されている。死去の3年前に当たる寛政2年（1790年）の記録では、父の代を上回る持高765升4合となっているため、塩硝・和紙生産などで家産をさらに増やしたようである。

### 4代目伊右衛門（1766年-1848年）
3代目伊右衛門の子で、寛政5年（1793年）に父が亡くなったことから、28歳の若さで4代目を称した。寛政年間には出火によって家屋が焼失し、長男・次男・五男・弟・妻（井波町新明屋権四郎の娘）が次々先立つなと家庭環境としては不幸であったが、経済的には親譲りの財産を倍以上に増やして最盛期にあった。
天保年間の持高は220石余りに達していたが、五箇山で伊右衛門に次ぐ財力を有する西赤尾町村長右衛門は130石余りであり、群を抜いた財力であった。「平野部の千石持ち以上の財力」と評されたとの記録もある。また、大阪・京都・金沢といった越中国外の商人とも取引があったため、「越中岩淵、野原伊右衛門」 という印章を用いていたことが現存する古文書により分かっている。
後述するように、4代目は息子（5代目）に先立たれたことから孫（6代目）に地位を譲って天保9年（1838年）に隠居したが、6代目の散財によって家財の大半が失われてしまった 家財の売却時の記録により、50を超える屏風のコレクションや、『往生要集』『信長記』『太閤記』などの書籍を有していたことが分かっている。晩年にはその日の食事にも事欠くほどの貧困に陥り、嘉永元年（1848年）に失意のうちに83歳にして亡くなった。

### 5代目伊右衛門（1789年-1820年）
4代目の子で、初名は伊兵衛であった。しかし32歳の若さで早世してしまったため、4代目は相続ができないままに40年にわたって役目を務めることとなった。

### 6代目伊右衛門（1809年-1870年）
5代伊右衛門の子で初名は善左衛門であったが、12歳で父を失い、祖父の4代目伊右衛門に養育された。若くして加賀藩山廻列を勤め、天保8年（1837年）には福野村六兵衛とともに利賀谷組の困窮人調査の実施に当たるなど、伊右衛門の名を襲名する前より村政に携わり実績があった。
しかし天保9年に6代目伊右衛門を襲名して以後、天保11年（1840年）に高方仕法によって親譲りの持高220のうち87石を取り上げられたことを皮切りに、放漫な家業経営と豪遊によって急速に財産を失っていった。「我侭者にて心得方宜しからざる」ことを理由に役儀も取り上げられ、天保12年（1841年）12月には31歳の若さで隠居することとなった。重病人でもない者が成人になっていない身代を譲るのは異例の事であり、あるいは親族たちによって隠居を強いられたとも考えられている。
6代目の豪遊・散財と没落は後々まで語り草となったが、同時期に西赤尾町村長右衛門家も高方仕法のために没落しており、伊右衛門の没落は必ずしも6代目個人の問題に帰せられないとの指摘もある。隠居後、6代目は七五三之助と称して長生きし、明治3年（1870年）に62歳で亡くなっている。

### 7代目伊右衛門（1828年-1849年）
6代伊右衛門の子で、初名は達次郎であった。父の隠居を受けて、叔父の岩渕村義助を後見人とし、8歳で跡目となった。20歳にして正式に伊右衛門を襲名し、翌年には岩渕村肝煎とされたが、嘉永2年（1849年）に22歳の若さで病死した。

### 8代目伊右衛門（1834年-1877年）
6代目の子で、初名は善之丞であった。兄の7代目が妻子を持たすに早逝したため、16歳で跡目に立った。しかし伊右衛門家の凋落を止めることはできず、襲名時点で残っていた岩淵村15石、高草嶺村と大勘場村の5石余り、計20石余りの持高は、明治4年（1871年）時にはわずか4石余りしか残っていなかった。
戸籍法の改正により8代目伊右衛門以後は野原姓を名乗り、10代目の時に北海道雨竜郡雨竜村（現雨竜町）に移住して岩淵村を離れるに至った。